# Tour de l'Avenir
A Volta ao Futuro (oficialmente: Tour de l'Avenir) é uma competição de ciclismo profissional na França com limitação de idade, que se disputa entre os meses de agosto e setembro. Caracteriza-se por incorporar inclusive competidores amador ou semi-profissionais independentes.

## História
O Tour de l'Avenir criou-se no ano 1961. Desde sua criação variou-se o regulamento, por exemplo: limitando-se a ciclistas de diferente idade, categoria profissional... sendo uma corrida na que os ciclistas têm sido agrupados por equipas ou por seleções... Em 1970 a corrida suspendeu-se por problemas económicos e em seu lugar disputou-se a "Grand Prix de l'Avenir" (Paris-Vierzon-Thiers), vencida pelo francês Marcel Duchemin, corrida que em algumas publicações se inclui no palmarés do Tour de l'Avenir. Durante uns anos, exactamente entre o 1986 e 1990, mudou sua denominação pelo do Tour da Comunidade Europeia (Tour da CEE) ao disputar em vários países da Comunidade Europeia. Nos últimos anos, desde 1992 até 2006, unicamente podiam-na correr equipas com ciclistas até 25 anos e a partir do 2007 unicamente ciclistas sub-23 e por seleções ao entrar a corrida na categoria 2.ncup (Copa das Nações UCI).
Está organizada pelos mesmos organizadores que o Tour de France: ASO.
Apesar da clara referência do nome da prova ao Tour de France do futuro apenas sete vencedores desta prova têm conseguido ganhar depois o Tour, estes têm sido: Felice Gimondi, Joop Zoetemelk, Greg Lemond, Miguel Induráin, Egan Bernal e Tadej Pogačar. Laurent Fignon também conseguiu ganhar as duas provas, no entanto, a diferença dos demais, Fignon ganhou o Tour de France antes que o de l'Avenir.

## Palmarés

### Podiums
| Ano                                           | Vencedor                   | Segundo                | Terceiro                |           |
| --------------------------------------------- | -------------------------- | ---------------------- | ----------------------- | --------- |
| Tour de l'Avenir                              |                            |                        |                         |           |
| 1961                                          | Guido De Rosso             | Francisco Gabica       | Albert van D'Huynslager |           |
| 1962                                          | Antonio Gómez del Moral    | Mario Maino            | Jan Janssen             |           |
| 1963                                          | André Zimmermann           | Rolf Maurer            | Raymond Delisle         |           |
| 1964                                          | Felice Gimondi             | Lucien Aimar           | Ginés García Perán      |           |
| 1965                                          | Mariano Díaz               | José Manuel López      | Paul Zollinger          |           |
| 1966                                          | Mino Denti                 | Harry Steevens         | José Gómez              |           |
| 1967                                          | Christian Robini           | Tino Conti             | José Gómez              |           |
| 1968                                          | Jean-Pierre Boulard        | Robert Bouloux         | Jean-Pierre Paranteau   |           |
| 1969                                          | Joop Zoetemelk             | Luis Zubero            | Gösta Pettersson        |           |
| Grand Prix de l'Avenir (Paris-Vierzon-Thiers) |                            |                        |                         |           |
| 1970                                          | Marcel Duchemin            | Christian Palka        | Franco Balduzzi         |           |
| Tour de l'Avenir                              |                            |                        |                         |           |
| 1971                                          | Régis Ovion                | Fedor den Hertog       | Jiří Háva               |           |
| Trophée Peugeot de l'Avenir                   |                            |                        |                         |           |
| 1972                                          | Fedor den Hertog           | Iwan Schmid            | Bernard Bourreau        |           |
| 1973                                          | Gianbattista Baronchelli   | Wolfgang Steinmayr     | Bernard Bourreau        |           |
| 1974                                          | Enrique Martínez Heredia   | Wolfgang Steinmayr     | Gabriele Mirri          |           |
| 1975 edição não disputada                     |                            |                        |                         |           |
| 1976                                          | Sven-Åke Nilsson           | Miloš Hrazdíra         | Henk Lubberding         |           |
| 1977                                          | Eddy Schepers              | Johan van der Velde    | Roberto Visentini       |           |
| 1978                                          | Sergei Sukhoruchenkov      | Ramazan Galaletdinov   | Sergei Morosow          |           |
| Tour de l'Avenir                              |                            |                        |                         |           |
| 1979                                          | Sergei Sukhoruchenkov      | Saïd Gusseïnov         | Jostein Wilmann         |           |
| 1980                                          | Alfonso Flórez             | Sergei Sukhoruchenkov  | Juri Kaschirin          |           |
| 1981                                          | Pascal Simon               | Sergei Sukhoruchenkov  | José Patrocinio Jiménez |           |
| 1982                                          | Greg LeMond                | Robert Millar          | Cristóbal Pérez         |           |
| 1983                                          | Olaf Ludwig                | Jean-François Chaurin  | Maarten Ducrot          |           |
| 1984                                          | Charly Mottet              | Jiří Škoda             | Philippe Bouvatier      |           |
| 1985                                          | Martín Ramírez             | Éric Salomon           | Samuel Cabrera          |           |
| Tour de la Communauté Européenne              |                            |                        |                         |           |
| 1986                                          | Miguel Indurain            | Patrice Esnault        | Alexi Grewal            |           |
| 1987                                          | Marc Madiot                | Laurent Bezault        | Piotr Ugrumov           |           |
| 1988                                          | Laurent Fignon             | Gérard Rué             | Olaf Lurvik             |           |
| 1989                                          | Pascal Lino                | Laurent Bezault        | Denis Roux              |           |
| 1990                                          | Johan Bruyneel             | Martial Gayant         | Laurent Jalabert        |           |
| 1991 edição não disputada Tour de l'Avenir    |                            |                        |                         |           |
| 1992                                          | Hervé Garel                | Jean-Philippe Dojwa    | Bart Voskamp            |           |
| 1993                                          | Thomas Davy                | François Simon         | Bo Hamburger            |           |
| 1994                                          | Ángel Casero               | Maarten den Bakker     | Franck Bouyer           |           |
| 1995                                          | Emmanuel Magnien           | Christophe Moreau      | Laurent Roux            |           |
| 1996                                          | David Etxebarria           | Sergei Ivanov          | Glenn D'Hollander       |           |
| 1997                                          | Laurent Roux               | Kevin Livingston       | Lylian Lebreton         |           |
| 1998                                          | Christophe Rinero          | Txema del Olmo         | Thierry Loder           |           |
| 1999                                          | Unai Osa                   | David Latasa           | Floyd Landis            |           |
| 2000                                          | Iker Flores                | David Moncoutié        | Sven Montgomery         |           |
| 2001                                          | Denis Menchov              | Florent Brard          | Sylvain Chavanel        |           |
| 2002                                          | Jevgeni Petrov             | Pierrick Fédrigo       | David Muñoz             |           |
| 2003                                          | Egoi Martínez              | Radoslav Rogina        | Samuel Dumoulin         |           |
| 2004                                          | Sylvain Calzati            | Thomas Löfkvist        | Christophe Le Mével     |           |
| 2005                                          | Lars Bak                   | Christophe Riblon      | Assan Bazayev           |           |
| 2006                                          | Moisés Dueñas              | Robert Gesink          | Tom Stubbe              |           |
| 2007                                          | Bauke Mollema              | Tony Martin            | André Steensen          |           |
| 2008                                          | Jan Bakelants              | Rui Costa              | Arnold Jeannesson       |           |
| 2009                                          | Romain Sicard              | Tejay van Garderen     | Sergej Fuchs            |           |
| 2010                                          | Nairo Quintana             | Andrew Talansky        | Jarlinson Pantano       |           |
| 2011                                          | Esteban Chaves             | David Boily            | Mattia Cattaneo         |           |
| 2012                                          | Warren Barguil             | Juan Ernesto Chamorro  | Mattia Cattaneo         |           |
| 2013                                          | Rubén Fernández            | Adam Yates             | Patrick Konrad          |           |
| 2014                                          | Miguel Ángel López         | Robert Power           | Alexey Rybalkin         |           |
| 2015                                          | Marc Soler                 | Jack Haig              | Matvey Mamykin          |           |
| 2016                                          | David Gaudu                | Edward Ravasi          | Adrien Costa            |           |
| 2017                                          | Egan Bernal                | Bjorg Lambrecht        | Niklas Eg               |           |
| 2018                                          | Tadej Pogačar              | Thymen Arensman        | Gino Mäder              |           |
| 2019                                          | Tobias Foss                | Giovanni Aleotti       | Ilan Van Wilder         |           |
| 2020                                          | cancelado                  | cancelado              | cancelado               | cancelado |
| 2021                                          | Tobias Halland Johannessen | Carlos Rodríguez       | Filippo Zana            |           |
| 2022                                          | Cian Uijtdebroeks          | Johannes Staune-Mittet | Michel Hessmann         |           |
| 2023                                          | Isaac Del Toro             | Giulio Pellizzari      | Davide Piganzoli        |           |
| 2024                                          | Joseph Blackmore           | Pablo Torres           | Tijmen Graat            |           |

Nota: A edição 1970 foi suspensa por problemas económicos e em seu lugar organizou-se de maneira urgente uma corrida substituta. O diários "L'Équipe" e "lhe Parisien Libéré" uniram-se aos organizadores de Paris-Vierzon, acrescentando duas etapas de Vierzon e criando o Grand Prix de l'Avenir.

### Classificações e outros dados
| Ed. | Ano  | Geral                      | Tempo de o ganhador  | Quilómetros totais   | Etapas               | Montanha                | Pontos                   | Equipas               |
| --- | ---- | -------------------------- | -------------------- | -------------------- | -------------------- | ----------------------- | ------------------------ | --------------------- |
| 1   | 1961 | Guido De Rosso             | -                    | 2.209                | 14                   | Giorgio Zancanaro       | -                        | Espanha               |
| 2   | 1962 | Antonio Gómez do Moral     | -                    | 2.125                | 14                   | Adolf Heeb              | -                        | Países Baixos         |
| 3   | 1963 | André Zimmermann           | -                    | 2.061                | 14                   | Ginés García            | -                        | Espanha               |
| 4   | 1964 | Felice Gimondi             | 53 h 10 min 51 s     | 1.961                | 13                   | Juan José Sagarduy      | Juan José Sagarduy       | Espanha               |
| 5   | 1965 | Mariano Díaz Díaz          | 58 h 08 min 59 s     | 2.175                | 12                   | Mariano Díaz Díaz       | Harry Steevens           | Espanha               |
| 6   | 1966 | Mino Denti                 | -                    | 1.937                | 12                   | Giorgio Favaro          | Harry Steevens           | Espanha               |
| 7   | 1967 | Christian Robini           | -                    | 1.560                | 10                   | Arturo Pecchielan       | Cyrille Guimard          | França                |
| 8   | 1968 | Jean-Pierre Boulard        | -                    | 1.583                | 12                   | Lucien Van Impe         | Roger De Vlaeminck       | França                |
| 9   | 1969 | Joop Zoetemelk             | -                    | 1.895                | 10                   | Marcel Duchemin         | Gérard Besnard           | Países Baixos         |
| -   | 1970 | Marcel Duchemin            | -                    | 788                  | 4                    | Franco Balduzzi         | -                        | -                     |
| 10  | 1971 | Régis Ovion                | -                    | 1.654                | 11                   | Mathias Pustjens        | Bruno Hubschmid          | França                |
| 11  | 1972 | Fedor Den Hertog           | -                    | 1.621                | 11                   | Ueli Sutter             | Cees Priem               | Países Baixos         |
| 12  | 1973 | Gianbattista Baronchelli   | -                    | 1.577                | 13                   | Julian Andiano          | Enrique Martinez Heredia | Suíça                 |
| 13  | 1974 | Enrique Martínez Heredia   | -                    | 1.299                | 11                   | Wolfgang Steinmayr      | Enrique Martinez Heredia | Polónia               |
| -   | 1975 | Edição não disputada       | Edição não disputada | Edição não disputada | Edição não disputada | Edição não disputada    | Edição não disputada     | Edição não disputada  |
| 14  | 1976 | Sven-Ake Nilsson           | -                    | 986                  | 9                    | Fernando Cabrero        | -                        | Espanha               |
| 15  | 1977 | Eddy Schepers              | -                    | 1.498                | 13                   | Bernard Becaas          | Guido Van Calster        | Bélgica               |
| 16  | 1978 | Serguei Sukhoruchenkov     | -                    | 1.590                | 15                   | Serguei Sukhoruchenkov  | Alexander Awerin         | União Soviética       |
| 17  | 1979 | Serguei Sukhoruchenkov     | -                    | 1.726                | 14                   | Serguei Morozov         | Alexander Awerin         | União Soviética       |
| 18  | 1980 | Alfonso Flórez             | -                    | 1.677                | 14                   | Ramazan Galaletdinov    | Yuri Barinov             | União Soviética       |
| 19  | 1981 | Pascal Simon               | -                    | 1.511                | 15                   | José Patrocínio Jiménez | Patrick Bonnet           | União Soviética       |
| 20  | 1982 | Greg Lemond                | -                    | 1.338                | 12                   | Rafael Acevedo          | Olaf Ludwig              | Alemanha Oriental     |
| 21  | 1983 | Olaf Ludwig                | -                    | 1.945                | 16                   | Antonio Alves           | Olaf Ludwig              | Alemanha Oriental     |
| 22  | 1984 | Charly Mottet              | -                    | 1.635                | 13                   | Reynel Montoya          | Benny Van Brabant        | Renault-Elf           |
| 23  | 1985 | Martín Ramírez             | -                    | 1.612                | 14                   | Samuel Cabrera          | Alexandr Zinoviev        | Café de Colombia      |
| 24  | 1986 | Miguel Induráin            | -                    | 1.738                | 15                   | Patrice Esnault         | Miguel Induráin          | Système U             |
| 25  | 1987 | Marc Madiot                | -                    | 1.714                | 12                   | Henry Cárdenas          | Dimitri Konyshev         | França                |
| 26  | 1988 | Laurent Fignon             | -                    | 1.832                | 12                   | Carlos Pereira          | Laurent Jalabert         | Système U             |
| 27  | 1989 | Pascal Lino                | -                    | 1.424                | 9                    | Didier Virvaleix        | Peter de Clercq          | Toshiba               |
| 28  | 1990 | Johan Bruyneel             | -                    | 1.369                | 10                   | Martial Gayant          | Laurent Jalabert         | Toshiba               |
| -   | 1991 | Edição não disputada       | Edição não disputada | Edição não disputada | Edição não disputada | Edição não disputada    | Edição não disputada     | Edição não disputada  |
| 29  | 1992 | Hervé Garel                | -                    | 1.527                | 12                   | Lance Armstrong         | Marcel Wüst              | RMO                   |
| 30  | 1993 | Thomas Davy                | -                    | 1.543                | 12                   | Bo Hamburger            | Jaan Kirsipuu            | Castorama             |
| 31  | 1994 | Ángel Casero               | -                    | 1.591                | 11                   | Michael Blaudzun        | Tristan Hoffman          | Banesto               |
| 32  | 1995 | Emmanuel Magnien           | -                    | 1.613                | 11                   | Patrice Halgand         | Damien Nazon             | Castorama             |
| 33  | 1996 | David Etxebarria           | -                    | 1.858                | 11                   | Serguei Ivanov          | Glenn D'Hollander        | ONZE                  |
| 34  | 1997 | Laurent Roux               | -                    | 1.344                | 9                    | Patrice Halgand         | Jeremy Hunt              | ONZE                  |
| 35  | 1998 | Christophe Rinero          | -                    | 1.471                | 9                    | Joseba Beloki           | Peter Wuyst              | Euskaltel-Euskadi     |
| 36  | 1999 | Unai Osa                   | -                    | 1.542                | 10                   | Steve Vermaut           | Gerhard Trampusch        | Banesto               |
| 37  | 2000 | Iker Flores                | -                    | 1.562                | 10                   | Sylvain Chavanel        | Luca Paolini             | Euskaltel-Euskadi     |
| 38  | 2001 | Denis Menchov              | 38 h 44 min 52 s     | 1.644                | 10                   | Jesús Manzano           | Baden Cooke              | Banesto               |
| 39  | 2002 | Yevgueni Petrov            | 35 h 41 min 44 s     | 1.464                | 10                   | Christophe Laurent      | Alexandre Usov           | Euskaltel-Euskadi     |
| 40  | 2003 | Egoi Martínez              | 35 h 29 min 38 s     | 1.441                | 10                   | Christophe Le Mével     | Philippe Gilbert         | Carvalhelhos-Boavista |
| 41  | 2004 | Sylvain Calzati            | 37 h 17 min 51 s     | 1.518                | 10                   | Yannick Talabardon      | Sébastien Chavanel       | Vlaanderen-Baloise    |
| 42  | 2005 | Lars Ytting Bak            | -                    | 1.441                | 10                   | Saul Raisin             | Assan Bazayev            | Perutnina Ptuj        |
| 43  | 2006 | Moisés Dueñas              | 35 h 27 min 43 s     | 1.397                | 10                   | Robert Gesink           | Tom Stubbe               | Cofidis               |
| 44  | 2007 | Bauke Mollema              | 35 h 14 min 04 s     | 1.435                | 10                   | Dario Cataldo           | Dario Cataldo            | Dinamarca             |
| 45  | 2008 | Jan Bakelants              | 36 h 44 min 59 s     | 1.386                | 9                    | Arnold Jeannesson       | Maciej Paterski          | França A              |
| 46  | 2009 | Romain Sicard              | 30 h 33 min 41 s     | 1.292                | 9                    | Nico Keinath            | Andreas Stauff           | França A              |
| 47  | 2010 | Nairo Quintana             | 26 h 49 min 21 s     | 1.012                | 8                    | Jarlinson Pantano       | John Degenkolb           | Colômbia              |
| 48  | 2011 | Esteban Chaves             | 28 h 20 min 22 s     | 1.105                | 8                    | Garikoitz Bravo         | Romain Bardet            | França                |
| 49  | 2012 | Warren Barguil             | 18 h 36 min 07 s     | 756                  | 7                    | Warren Barguil          | Warren Barguil           | Rússia                |
| 50  | 2013 | Rubén Fernández            | 22 h 00 min 31 s     | 885                  | 8                    | Julian Alaphilippe      | Kristian Haugaard        | Cazaquistão           |
| 51  | 2014 | Miguel Ángel López         | 23 h 54 min 28 s     | 912,55               | 8                    | Miguel Ángel López      | Davide Martinelli        | Rússia                |
| 52  | 2015 | Marc Soler                 | 24 h 58 min 14 s     | 963,8                | 8                    | Matvey Mamykin          | Jonas Koch               | Rússia                |
| 53  | 2016 | David Gaudu                | 23 h 31 min 51 s     | 895,0                | 8                    | Lucas Hamilton          | Vincenzo Albanese        | Austrália             |
| 54  | 2017 | Egan Bernal                | 29 h 56 min 33 s     | 1.201,2              | 9                    | Pavel Sivakov           | Kristoffer Halvorsen     | Austrália             |
| 55  | 2018 | Tadej Pogačar              | 26 h 28 min 53 s     | 1.149,9              | 10                   | Alejandro Osorio        | Damien Touzé             | Colômbia              |
| 56  | 2019 | Tobias Foss                | 27 h 30 min 09 s     | 1.071,5              | 10                   | Jon Agirre              | Matteo Jorgenson         | Bélgica               |
| -   | 2020 | Edição não disputada       | Edição não disputada | Edição não disputada | Edição não disputada | Edição não disputada    | Edição não disputada     | Edição não disputada  |
| 57  | 2021 | Tobias Halland Johannessen | 28 h 11 min 19 s     | 1.112,8              | 10                   | Carlos Rodríguez        | Marijn van den Berg      | Noruega               |

1. ↑  Inclui prólogos e duplos sectores
2. ↑  Depois da desclassificação por dopagem de Gabriel Mascaró
3. ↑  A edição 1970 foi suspensa por problemas económicos e em seu lugar organizou-se de maneira urgente uma corrida substituta. Os diários "L'Équipe" e "le Parisien Libéré" uniram-se aos organizadores de Paris-Vierzon, acrescentando duas etapas de Vierzon e criando o Grand Prix de l'Avenir
4. ↑  Depois da soma de mais dois minutos por penalização na última etapa

## Palmarés por países
- Actualizado até edição de 2021

| País            | Vitórias | 2.º lugar | 3.º lugar | Total |
| --------------- | -------- | --------- | --------- | ----- |
| França          | 19       | 17        | 15        | 51    |
| Espanha         | 12       | 6         | 4         | 22    |
| Colômbia        | 6        | 1         | 4         | 11    |
| Itália          | 4        | 4         | 6         | 14    |
| Países Baixos   | 3        | 6         | 4         | 13    |
| Bélgica         | 3        | 1         | 4         | 8     |
| União Soviética | 2        | 4         | 2         | 8     |
| Rússia          | 2        | 1         | 2         | 5     |
| Noruega         | 2        | 0         | 2         | 4     |
| Estados Unidos  | 1        | 3         | 3         | 7     |
| Suécia          | 1        | 1         | 1         | 3     |
| Alemanha        | 1        | 1         | 1         | 3     |
| Dinamarca       | 1        | 0         | 3         | 4     |
| Eslovênia       | 1        | 0         | 0         | 1     |
| Suíça           | 0        | 2         | 3         | 5     |
| Chéquia         | 0        | 2         | 1         | 3     |
| Áustria         | 0        | 2         | 1         | 3     |
| Reino Unido     | 0        | 2         | 0         | 2     |
| Austrália       | 0        | 2         | 0         | 2     |
| Croácia         | 0        | 1         | 0         | 1     |
| Portugal        | 0        | 1         | 0         | 1     |
| Canadá          | 0        | 1         | 0         | 1     |
| Letônia         | 0        | 0         | 1         | 1     |
| Cazaquistão     | 0        | 0         | 1         | 1     |